# Grand Turk
Grand Turk è una delle isole che formano il territorio britannico d'oltremare delle Isole Turks e Caicos. Nel suo territorio sorge Cockburn Town, la capitale.

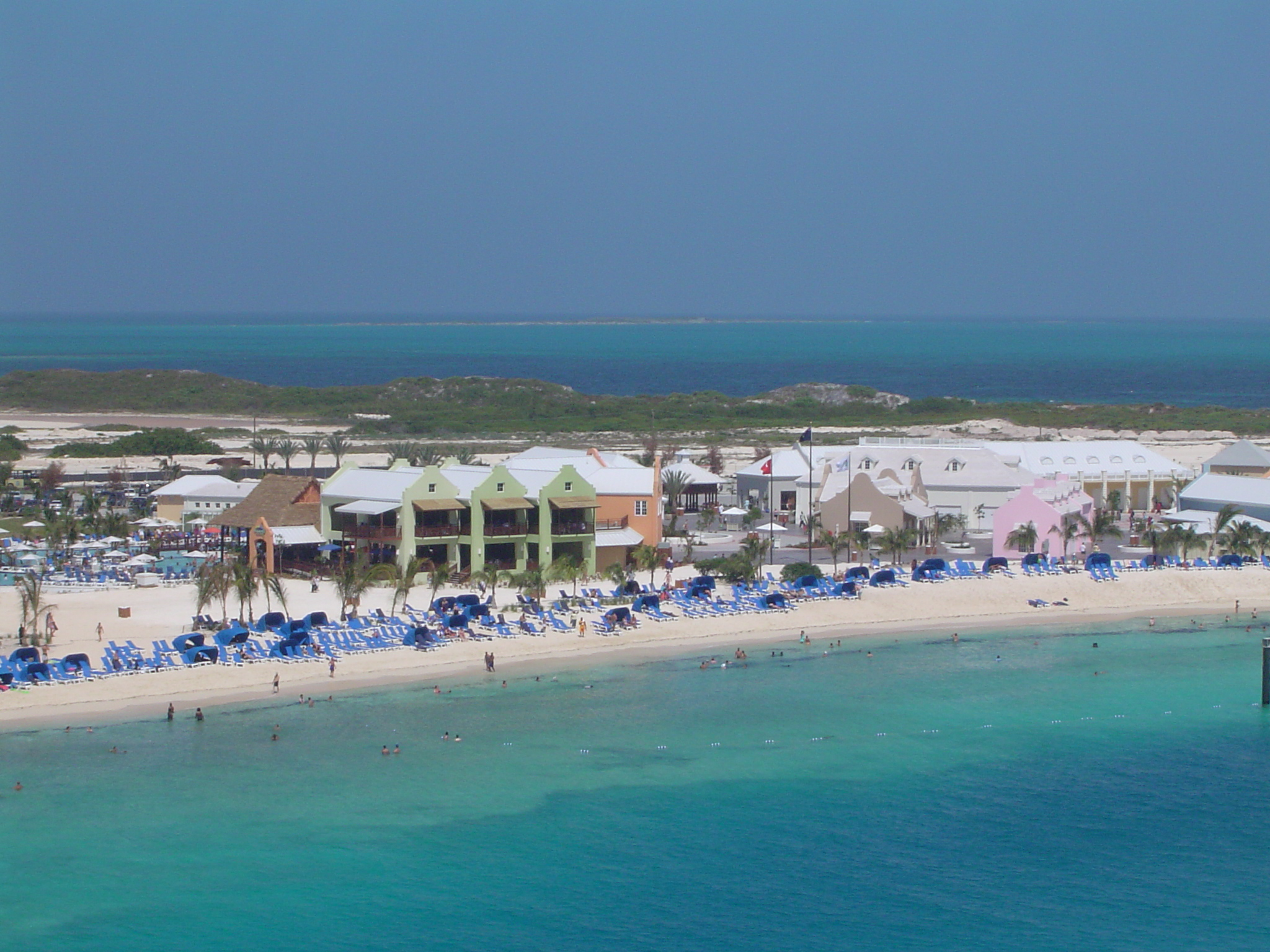
La spiaggia dell'isola di Grand Turk

Essa è raggiungibile grazie all'aeroporto JAGS McCartney International Airport situato circa 1,5 km a sud di Cockburn Town; è servito dalla compagnia di bandiera, la Air Turks and Caicos, e dalla SkyKing.
L'isola divenne famosa nel 1962 quando la capsula Friendship 7 del Programma Mercury, con a bordo l'astronauta John Glenn, ammarò nelle vicinanze della costa sud-orientale. Una replica del Friendship 7 è ancora oggi esposta all'ingresso dell'aeroporto.
A partire dagli anni '60 l'isola divenne una meta turistica: inizialmente si trattò di un turismo d'élite poiché furono principalmente poche persone con grandi risorse economiche a frequentarla. Questi primi facoltosi turisti permisero lo sviluppo di strutture importanti come una pista per velivoli privati e un ormeggio per gli yacht di lusso. Nel 1984 vennero aperte dalla Club Med diverse strutture e l'industria del turismo decollò definitivamente.